# Joseph Gabriel Fernandez
Joseph Gabriel Fernandez (Maruthurkulangara, 16 settembre 1925 – Kollam, 4 marzo 2023) è stato un vescovo cattolico indiano.

## Biografia
Nel 1939 entrò nel St. Raphael's Minor Seminary; successivamente studiò filosofia e teologia cattolica presso il seminario di S. Teresa a Kollam e presso il pontificio seminario di San Giuseppe ad Aluva. Terminati gli studi, venne ordinato presbitero il 19 marzo 1949.
Dopo l'ordinazione sacerdotale fu inizialmente segretario personale del vescovo di Quilon, Jerome Fernandez, e cancelliere della curia, e poi parroco a Kandachira, Mangad, Kappana ed Edamon. Fu direttore per la scuola del Bambino Gesù e in seguito prestò servizio come prefetto al St. Raphael Minor Seminary di Kollam e come amministratore del Fatima Matha National College e del Karmela Rani Training College.
Il 30 gennaio 1978 papa Paolo VI lo nominò vescovo di Quilon. Ricevette l'ordinazione episcopale il 14 maggio 1978 per imposizione delle mani del suo predecessore e conterraneo, il vescovo emerito di Quilon Jerome M. Fernandez.
Durante gli anni del suo ministero fu vicepresidente della Conferenza episcopale regionale del Kerala (Kcbc); nella Conferenza Episcopale dell'India (CBCI) presiedette la Commissione Sanità e la Commissione per il Pontificio Seminario di San Giuseppe ad Aluva.
Nei suoi 23 anni di episcopato promosse lo sviluppo e la rivitalizzazione della vita religiosa della sua comunità, consolidando i risultati ottenuti dal suo predecessore e stimolando le iniziative pastorali, rinnovando le parrocchie e sostenendo le iniziative sociali di sacerdoti e laici per la cultura e l'assistenza dei bisognosi. Fu anche promotore della costruzione di molte nuove chiese e nel 2000 presenziò alla cerimonia di inizio costruzione della nuova cattedrale.
Si ritirò per raggiunti limiti d'età il 16 ottobre 2001. Morì nel 2023 per le complicazioni dovute ad una polmonite, all'età di 97 anni.

## Genealogia episcopale e successione apostolica
La genealogia episcopale è:
- Cardinale Scipione Rebiba
- Cardinale Giulio Antonio Santori
- Cardinale Girolamo Bernerio, O.P.
- Vescovo Claudio Rangoni
- Arcivescovo Wawrzyniec Gembicki
- Arcivescovo Jan Wężyk
- Vescovo Piotr Gembicki
- Vescovo Jan Gembicki
- Vescovo Bonawentura Madaliński
- Vescovo Jan Małachowski
- Arcivescovo Stanisław Szembek
- Vescovo Felicjan Konstanty Szaniawski
- Vescovo Andrzej Stanisław Załuski
- Arcivescovo Adam Ignacy Komorowski
- Arcivescovo Władysław Aleksander Łubieński
- Vescovo Andrzej Stanisław Młodziejowski
- Arcivescovo Kasper Kazimierz Cieciszowski
- Vescovo Franciszek Borgiasz Mackiewicz
- Vescovo Michał Piwnicki
- Arcivescovo Ignacy Ludwik Pawłowski
- Arcivescovo Kazimierz Roch Dmochowski
- Arcivescovo Wacław Żyliński
- Vescovo Aleksander Kazimierz Bereśniewicz
- Arcivescovo Szymon Marcin Kozłowski
- Vescovo Mečislovas Leonardas Paliulionis
- Arcivescovo Bolesław Hieronim Kłopotowski
- Arcivescovo Jerzy Józef Elizeusz Szembek
- Vescovo Stanisław Kazimierz Zdzitowiecki
- Cardinale Aleksander Kakowski
- Papa Pio XI
- Arcivescovo Joseph Attipetty
- Vescovo Jerome M. Fernandez
- Vescovo Joseph Gabriel Fernandez

La successione apostolica è:
- Vescovo Stanley Roman (2001)